# On Through the Night
On Through the Night – pierwszy album studyjny brytyjskiego zespołu rockowego Def Leppard wydany w 1980 roku.

## Lista utworów
1. Rock Brigade
2. Hello America
3. Sorrow Is a Woman
4. It Could Be You
5. Satellite
6. When the Walls Came Tumbling Down
7. Wasted
8. Rocks Off
9. It Don't Matter
10. Answer to the Master
11. Overture

## Twórcy
- Joe Elliott – wokal
- Pete Willis – gitara rytmiczna
- Steve Clark – gitara rytmiczna
- Rick Savage – gitara basowa
- Rick Allen – perkusja

Gościnnie wystąpili
- Dave Cousins - wokal
- Chris Hughes - klawisze

## Notowania
| Kraj              | Pozycja |
| ----------------- | ------- |
| Wielka Brytania   | 15      |
| Australia         | 98      |
| Stany Zjednoczone | 51      |